# Donny Anderson
College Football Hall of Fame 1989
(en) Statistiques sur pro-football-reference
Garry Don « Donny » Anderson (né le 16 mai 1943) est un joueur américain de football américain évoluant aux postes de running back et punter pour les Packers de Green Bay et les Cardinals de Saint-Louis entre 1966 et 1974. 